# Vieux japonais de Kyūshū
Le vieux japonais de Kyūshū est la variété du vieux japonais historiquement parlée à Kyūshū et qui s'oppose géographiquement au vieux japonais occidental et oriental.

## Classification
La plupart des linguistes le classifient dans le groupe japonais des langues japoniques, avec les autres variétés du vieux japonais et possiblement la langue parlée sur l'île de Jeju avant que l'île ne soit coréanisée à une date inconnue,,,.
En revanche, Thorpe (1983) classe le vieux japonais de Kyūshū avec les langues ryūkyū et le vieux japonais oriental dans une branche séparée du vieux japonais occidental, en supposant qu'ils descendent d'un ancêtre commun appelé « proto-kyūshū » d'une part, et que le Kantō a été peuplé directement depuis Kyūshū sans passer par le Japon central d'autre part. Cependant, cette théorie est mise à mal par l'étude de changements diachroniques d'Alexander Koji Makiyama (2015),.
Il est aussi possible que le vieux japonais de Kyūshū soit l'ancêtre des langues ryūkyū.

## Attestations
Cette variété n'est attestée que par un seul poème court datant de la période Nara, :
志努波羅能
意登比賣能古素
佐比登由母
爲禰弖牟志太夜
伊弊爾久太佐牟
sinôpara-nö
otöpîmê n-ö kô sô
sa-pîtö yu mö
wi ne-te-m-u sinda ya
ipê-ni kundasam-u

« Oh, Otopime de Sinopara ! Lorsque [je] voudrai dormir avec [vous] une nuit de plus, [je] [vous] ferai descendre à [ma] maison ! »
Alexander Vovin (2019, 2022) y remarque un emprunt à l'aïnou : sinda ‘temps, quand’, qui vient de hi ta, de même sens. Ce mot est également attesté plusieurs fois en vieux japonais oriental et est révélateur d'une possible présence passée des langues aïnoues dans ces régions. Une autre attestation consiste en une description du comté de Takaku (高来郡), dans la province de Hizen (肥前),, :
土齒池俗言岸爲比遲波

« Bâtiment Pîtipa. Les locaux appellent ‘berge’ pîtipa »
pîtipa est également un emprunt de l'aïnou pétpa ~ pétca ‘berge, rivage’, qui vient du proto-aïnou *petpya.